# Oczekiwana dalsza długość trwania życia
     ponad 80 lat
     77,5–80
     75-77,5
     72,5–75
     70–72,5
     67,5–70
     65–67,5
     60–65
     55–60
     50–55
     45–50
     40–45
     poniżej 40 lat
     brak danych

Oczekiwana dalsza długość życia dla noworodków w poszczególnych krajach świata (2008)

Oczekiwana dalsza długość trwania życia – wielkość statystyczna stosowana w demografii i matematyce ubezpieczeń życiowych. Jest równa średniej liczbie lat życia, jaka pozostała osobnikowi w danym wieku i z danej grupy. W szczególnym przypadku przy wieku równym 0 (czyli dla noworodka) oczekiwana dalsza długość trwania życia jest równa średniej długości życia w danej populacji.

## Ujęcie matematyczne
Oczekiwaną dalszą długość trwania życia oznacza się symbolem {\displaystyle {\stackrel {\circ }{e}}_{x}} i definiuje się jako wartość oczekiwaną zmiennej losowej {\displaystyle T(x){:}}
{\displaystyle {\stackrel {\circ }{e}}_{x}=E(T(x))=\int _{0}^{\infty }t\cdot g(t)dt.}
gdzie {\displaystyle T(x)} to długość życia, jaka pozostała osobnikowi w wieku {\displaystyle x,} a {\displaystyle g} jest gęstością rozkładu tej zmiennej.
Ze względów praktycznych niezmiernie rzadko operuje się dokładnymi długościami przedziałów czasowych, ograniczając się zwykle do liczby pełnych lat. W związku z tym dla zmiennej dyskretnej {\displaystyle K(x)} równej całkowitej liczbie lat, jaka pozostała osobnikowi w wieku {\displaystyle x} również definiuje się analogiczny symbol:
{\displaystyle e_{x}=E(K(x))=\sum _{k=0}^{\infty }k\,{}_{k}p_{x}\,q_{x+k}=\sum _{k=0}^{\infty }{}_{k+1}p_{x}=\sum _{k=1}^{\infty }{}_{k}p_{x}.}
gdzie:
{\displaystyle {}_{t}p_{x}} – prawdopodobieństwo, że osoba w wieku {\displaystyle x} przeżyje co najmniej {\displaystyle t} dalszych lat
{\displaystyle {}_{t}q_{x}} – prawdopodobieństwo, że osoba w wieku {\displaystyle x} nie przeżyje {\displaystyle t} dalszych lat
{\displaystyle q_{x}={}_{1}q_{x}}
Ponadto można pokazać, że:
{\displaystyle {\stackrel {\circ }{e}}_{x}\approx e_{x}+{\frac {1}{2}}.}
Równość w powyższej zależności zachodzi przy założeniu jednostajnego rozkładu zgonów w ciągu roku (ang. uniform distribution of deaths). Przy założeniu tym {\displaystyle {}_{t}q_{x}=t\cdot {q}_{x}} dla {\displaystyle t\in (0,1).}
W zastosowaniach praktycznych częściej podaje się {\displaystyle e_{x}} (ang. life expectancy). Natomiast wielkość {\displaystyle {\stackrel {\circ }{e}}_{x}} jest określana jako ang. full life expectancy.
W rozważaniach teoretycznych w XVII w. postulowano istnienie nieprzekraczalnego wieku granicznego oznaczanego literą {\displaystyle \omega .} Rozważania te znalazły odzwierciedlenie w teoretycznym prawie umieralności de Moivre’a.

## Różnice we współczesnym świecie
Istnieje znaczne zróżnicowanie w zakresie długości życia na całym świecie, głównie za sprawą różnic w zakresie dostępu do opieki zdrowotnej i w wyżywieniu danej części świata. Istnieją także różnice pomiędzy poszczególnymi grupami w obrębie pojedynczego kraju. Na oczekiwaną długość trwania życia mogą mieć wpływ czynniki środowiskowe takie jak zanieczyszczenie powietrza, czy wykonywany zawód. Na długość życia silny wpływ ma ubóstwo. Na oczekiwaną długość życia dla noworodków (czyli {\displaystyle e_{0}}) bardzo silny wpływ mają warunki zdrowotne pierwszych miesięcy życia i odsetek zgonów w krótkim czasie po urodzeniu. Czasem, by wyłączyć z porównania te czynniki, bierze się pod uwagę oczekiwaną długość życia dla 5-latków {\displaystyle (e_{5}).}

## Różnice płciowe w długości życia
We wszystkich społeczeństwach występuje generalna zależność, zgodnie z którą oczekiwana dalsza długość trwania życia w grupie kobiet przyjmuje większą wartość niż w grupie mężczyzn. Istnieje wiele czynników mogących wyjaśniać to zjawisko. Mężczyźni częściej niż kobiety sięgają po narkotyki, papierosy i alkohol. Wśród mężczyzn jest większy odsetek samobójstw. Mężczyźni, dominując liczebnie w siłach zbrojnych, są bardziej narażeni na śmierć w wyniku działań wojennych. U mężczyzn występuje również większa skłonność do podejmowania ryzyka.
Istnieją teorie tłumaczące ten związek ogólniejszą zależnością, zgodnie z którą osobniki większe mają mniejsze szanse na przeżycie.
Różnice w długości życia pomiędzy płciami są również tłumaczone przyczynami zdrowotnymi, zgodnie z którymi mężczyźni łatwiej zapadają na niektóre choroby lub te, które dotykają tylko mężczyzn, mają cięższy przebieg.

## Zmiany długości życia ludzkiego na przestrzeni dziejów
Średnia długość życia zmieniała się w ciągu wieków. W czasach prehistorycznych ludzie dożywali średnio 30 (Neandertalczyk z Krapiny) – 35 lat (szkielety z Sima de los Huesos w Atapuerca). Średnia długość życia na świecie bardzo wydłużyła się w XVIII, XIX oraz XX wieku, wraz z poprawą warunków życia, rozwojem medycyny, upowszechnieniem takich wynalazków jak np. kanalizacja, które podwyższały poziom higieny, oraz wynalezieniem szczepionek, które zapobiegały chorobom.
W ciągu ostatniego stulecia dokonał się znaczny wzrost w zakresie oczekiwanej dalszej długości trwania życia ludzkiego. Jest to wynik poprawy warunków bytowych i higienicznych, a także rozwoju medycyny.
Na przykład w roku 1900 średnia długość życia w USA wynosiła około 47 lat, zaś obecnie jest to około 77 lat. W Indiach w roku 1950 średnia długość życia wynosiła około 32 lata, a w roku 2000 osiągnęła 64 lata.
Poniższe dane zaczerpnięto z Encyclopædia Britannica (edycja z roku 1961) i innych źródeł o mniejszej lub większej dokładności. Jeśli nie podano inaczej, szacowanie dotyczy oczekiwanej długości trwania życia dla całej populacji światowej. Są to więc wartości uśrednione – zmienność takich szacowań pojawia się w kontekście płci i klasy społecznej.
Oczekiwana długość trwania życia w momencie narodzin obejmuje śmiertelność noworodków, ale bez uwzględniania śmiertelności dzieci nienarodzonych.
| Era                                                             | Oczekiwana długość trwania życia w momencie narodzin (lata) | Oczekiwana długość trwania życia w starszym wieku |
| --------------------------------------------------------------- | ----------------------------------------------------------- | --- |
| Paleolit górny                                                  | 33                                                          | Na podstawie danych o ostatnich populacjach łowców-zbieraczy szacuje się, że w wieku 15 lat oczekiwana dalsza długość życia wynosiła 39 lat (co daje łącznie 54 lata). |
| Neolit                                                          | 20                                                          | |
| Epoka brązu i Epoka żelaza                                      | 26                                                          | |
| Starożytna Grecja                                               | 28                                                          | |
| Starożytny Rzym                                                 | 20–30                                                       | W wieku lat 10 oczekiwana dalsza długość życia wynosiła około 35-37 (co daje w sumie 45–47 lat)                                                                        |
| Rdzenna ludność Ameryk (przed dotarciem tam Krzysztofa Kolumba) | 25–30                                                       | |
| Kalifat islamski w średniowieczu                                | 35+                                                         | |
| Wyspy Brytyjskie w średniowieczu                                | 30                                                          | W wieku 21 lat dalsza oczekiwana długość życia wynosiła 43 lata (co daje w sumie 64 lata życia).                                                                       |
| Wyspy Brytyjskie we wczesnych czasach nowożytnych               | 25–40                                                       | |
| Początek wieku XX                                               | 31                                                          | |
| Średnia światowa w 2010 roku                                    | 67,5                                                        | |
| Średnia światowa w 2015 roku                                    | 71                                                          | |
| *Prognoza na 2030                                               | 75                                                          | |

Dalsza oczekiwana długość życia wzrastała zwykle wraz z wiekiem (gdy jednostka przetrwała już okres dzieciństwa, z którym wiązała się wysoka śmiertelność). Znacznie dłużej niż całość populacji żyli dawniej niemal jedynie arystokraci, co wynikało z ich szczególnie uprzywilejowanej pozycji społecznej. Poniżej podano całkowitą średnią długość życia dla arystokracji w średniowiecznej Brytanii (z uwzględnieniem jednak tylko tych osób, które dożyły co najmniej 21 lat):
- 1200–1300: do wieku 64 lat
- 1300–1400: do wieku 45 lat (obniżenie średniej długości życia spowodowała Czarna śmierć)
- 1400–1500: do wieku 69 lat
- 1500–1550: do wieku 71 lat.

Dla Europy przyjmuje się najczęściej, że ludzie przeciętnie dożywali następującego wieku:
| Wiek lub rok | Ogół     |
| ------------ | -------- |
| V wiek       | 25 lat   |
| XV wiek      | 28 lat   |
| 1800         | 33 lata  |
| 1850         | 36,5 lat |
| 1900         | 48 lat   |
| 1950         | 66 lat   |

Dane dla Francji, gdzie prowadzono bardzo szczegółowe badania, pokazują, że w latach 1750–2000 ludzie przeciętnie dożywali następującego wieku:
| Rok  | Mężczyźni | Kobiety  |
| ---- | --------- | -------- |
| 1750 | 27,1 lat  | 28,7 lat |
| 1780 | 28,2 lat  | 29,6 lat |
| 1800 | 32,1 lat  |          |
| 1820 | 32,6 lat  | 38,9 lat |
| 1850 | 39,4 lat  | 41 lat   |
| 1875 | 40,8 lat  | 43,4 lat |
| 1900 | 46,4 lat  | 49,7 lat |
| 1935 | 55,9 lat  | 61,6 lat |
| 1955 | 65 lat    | 71,2 lat |
| 1970 | 68,4 lat  | 75,8 lat |
| 1985 | 71,3 lat  | 79,4 lat |
| 2000 | 75,2 lat  | 82,7 lat |

### Zmienność w XX i na początku XXI wieku
- Źródło danych: Bank Światowy

| Rok  | Ogół      | Kobiety   | Mężczyźni |
| ---- | --------- | --------- | --------- |
| 1900 | 46 lat    | 46 lat    | 46 lat    |
| 1960 | 53 lat    | 54,57 lat | 50,74 lat |
| 1965 | 55,8 lat  | 57,67 lat | 54 lat    |
| 1970 | 59,4 lat  | 61,16 lat | 57,6 lat  |
| 1975 | 61,36 lat | 63,42 lat | 59,39 lat |
| 1980 | 63 lat    | 65,1 lat  | 60,88 lat |
| 1985 | 64,23 lat | 66,43 lat | 62,13 lat |
| 1990 | 65,4 lat  | 67,55 lat | 63,32 lat |
| 1995 | 66,15 lat | 68,34 lat | 64,07 lat |
| 2000 | 67,2 lat  | 69,32 lat | 65,17 lat |
| 2005 | 68,32 lat | 70,44 lat | 66,28 lat |
| 2006 | 68,6 lat  | 70,72 lat | 66,56 lat |
| 2010 | 69,6 lat  | 71,75 lat | 67,59 lat |
| 2011 | 69,8 lat  | 72 lat    | 67,75 lat |

Z powyższych zestawień wynika, że w ciągu ostatnich stu lat średnia długość życia wzrosła niewspółmiernie szybko. Na przestrzeni całego tysiąca lat, od V do XV wieku, wzrost ten wynosił w Europie zaledwie 3 lata. Następne trzysta lat przyniosło wzrost też tylko o kolejne 5 lat. Ale w XIX wieku średnia długość życia wydłużyła się już o 15 lat. W ciągu XX wieku nastąpił przyrost o kolejne 30 lat. Należy w tym kontekście zauważyć, że w przeszłości ludzie byli „dorośli” w znacznie młodszym wieku, a samo współczesne pojęcie dzieciństwa czy niepełnoletności nie miało swojego odpowiednika.